# غنج أباد العليا (اسماعيلي كرمان)
غنج أباد العلیا (بالفارسية: گنج‌آباد علیا) هي قرية تقع في إيران في منطقة إسماعيلي. يقدر عدد سكانها بـ 371 نسمة .